# Idlib
Idlib, auch Idleb oder Edleb (arabisch إدلب, DMG Idlib, auch إدلب الخضراء), ist mit 164.983 Einwohnern (Berechnung 2010) die Hauptstadt des Gouvernements Idlib (Muhafazat Idleb) im Nordwesten von Syrien.
Im Bürgerkrieg in Syrien entwickelte sich Idlib zum letzten größeren Rückzugsort der oppositionellen Kräfte und war von Anfang 2020 bis zum Zusammenbruch des Assad-Regimes Anfang Dezember 2024 Schauplatz mehrerer Militäroffensiven der syrischen Streitkräfte.

## Stadtbild
Die Stadt liegt rund 50 km südwestlich von Aleppo und 45 km östlich von Dschisr asch-Schugur an der früheren Hauptverkehrsstraße nach Latakia. Eine neue Autobahn umfährt nun im Süden die Stadt. Die Grenze zur Türkei ist etwa 20 km entfernt. Die Region wurde auch vom Erdbeben in der Nacht vom 5. zum 6. Februar 2023 stark betroffen.

## Bevölkerung
Vor dem Bürgerkrieg in Syrien seit 2011 bestand die Bevölkerung bereits mehrheitlich aus Sunniten und nur kleinen Minderheiten von Christen sowie Drusen. Neben Arabern gab es einige Kurden und Turkmenen.
Um 2011 gab es in Idlib etwa 60 christliche Familien – prozentual weitaus weniger als im Landesschnitt – und zwei Kirchen. Als am 27. März 2015 Rebellen in die Stadt einmarschierten, begingen sie mehrere schwere Kriegsverbrechen: So ermordeten sie zunächst eine Reihe von Christen. Zwei Tage danach verließen sämtliche Christen die Stadt, nachdem sie hierzu über Lautsprecher aufgefordert waren. Sie mussten ihre Wertsachen an die Rebellen abliefern. Die Flüchtlinge kamen an verschiedenen Orten unter, darunter viele im „Tal der Christen“ (Wadi an-Nasara) bei Homs.

## Geschichte
Aus römischer Zeit sind fast keine Reste mehr erhalten. Im Mittelalter wurde eine Siedlung gegründet, die um 1700 von einem Gouverneur von Aleppo Stadtrechte erhielt. Es gab zu der Zeit einen Suq, mindestens ein Hamam und einen Chan. Die öffentlichen Einrichtungen wurden teilweise von frommen Stiftungen (Waqf) finanziert. 1838 gab es in Idlib 15 Seifensiedereien, die das regional hergestellte Olivenöl verarbeiteten. Zu den weiteren heimischen Gewerben gehörten im 19. Jahrhundert die Herstellung von Schilfmatten und Färbereien, von denen Ende des 19. Jahrhunderts noch 45 Betriebe arbeiteten. In dem bedeutenden Regionalzentrum soll es 1890 neben einem großen Markt 14 Moscheen und 9 Koranschulen gegeben haben. 1932 hatte der Ort 12.000 Einwohner.
Im Zuge des Bürgerkrieges in Syrien wurde die Stadt im März 2015 von der islamistischen Rebellenallianz Dschaisch al-Fatah eingenommen. Am 23. Juli 2017 wurde diese durch die ebenfalls islamistische, aber verfeindete Haiʾat Tahrir asch-Scham (HTS) aus der Stadt vertrieben. Im weiteren Kriegsverlauf wurde Idlib zum letzten größeren Rückzugsort der oppositionellen Kräfte. Seit Anfang 2020 war Idlib Schauplatz einer großangelegten Militäroffensive der syrischen Streitkräfte. Dem syrischen Präsidenten Baschar al-Assad wird vorgeworfen, hierbei schwere Kriegsverbrechen begangen und gezielt Zivilisten angegriffen zu haben. Als Folge des Angriffes sind etwa eine Million Menschen geflohen, unter denen einige bereits zuvor aus anderen Landesteilen in Idlib Zuflucht gesucht hatten. Im Jahr 2020 war ein Waffenstillstand zwischen dem syrischen Regime von Baschar al-Assad und HTS in Kraft getreten.

## Agrarwirtschaft

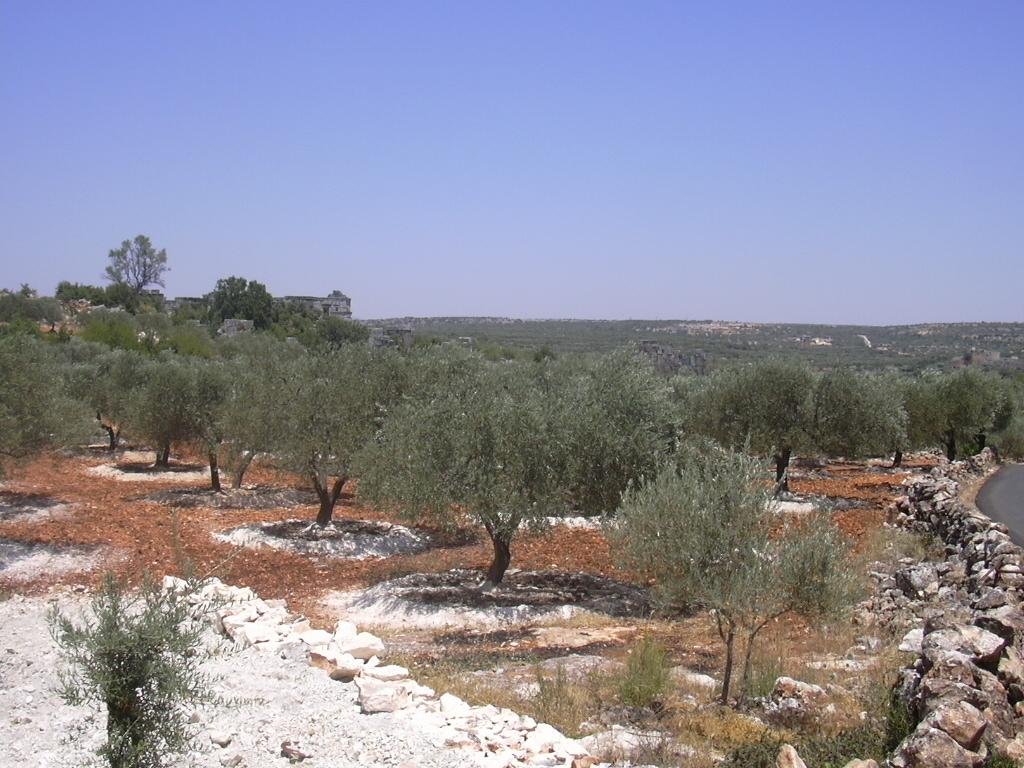
Ein Olivenhain in der Nähe von Idlib

Das Klima ist trockenmediterran. Es regnet weniger als an der Küste, aber ausreichend genug für den Anbau von Wintergetreide, Olivenbäumen, Obstbäumen und Trauben. Idlib ist eines der traditionellen Olivenanbaugebiete, in denen die lokale Ernte gewerblich weiterverarbeitet wird. Viele Familien bewirtschaften eigene Olivenhaine in der Umgebung. Es gibt mehrere Olivenölpressen in der Stadt. Während der französischen Mandatszeit führte die Region Idlib als erste in Syrien den unbewässerten Baumwollanbau ein.

## Sport
Regionale Bedeutung hat der Sportverein Umayya.

## Persönlichkeiten
- Aziz Dyab (* 1995), deutsch-syrischer Schauspieler